# Numero di Perrin
In matematica, i numeri di Perrin sono definiti dalla relazione di ricorrenza
{\displaystyle P(0)=3,\,P(1)=0,\,P(2)=2},
e 
{\displaystyle P(n)=P(n-2)+P(n-3)} per {\displaystyle n>2}.
La sequenza dei numeri di Perrin inizia con
3, 0, 2, 3, 2, 5, 5, 7, 10, 12, 17, 22, 29, 39 ...
Il numero dei diversi insiemi indipendenti massimali in un grafo ciclo con {\displaystyle n} vertici è conteggiato dal numero Perrin {\displaystyle n}-esimo per {\displaystyle n>1}.

## Storia
Questa sequenza era già stata menzionata implicitamente da Édouard Lucas (1876). Nel 1899, la stessa sequenza fu menzionata esplicitamente da François Olivier Raoul Perrin. La trattazione più estesa di questa sequenza fu fatta da Adams e Shanks (1982).

## Proprietà

### Funzione generatrice
La funzione generatrice della sequenza di Perrin è
{\displaystyle G(P(n);x)={\frac {3-x^{2}}{1-x^{2}-x^{3}}}.}

### Formula della matrice
{\displaystyle {\begin{pmatrix}0&1&0\\0&0&1\\1&1&0\end{pmatrix}}^{n}{\begin{pmatrix}3\\0\\2\end{pmatrix}}={\begin{pmatrix}P\left(n\right)\\P\left(n+1\right)\\P\left(n+2\right)\end{pmatrix}}}

### Formula simile di Binet
La sequenza dei numeri di Perrin può essere scritta in termini di potenze delle radici dell'equazione
{\displaystyle x^{3}-x-1=0.}
Questa equazione ha 3 radici; una radice reale {\displaystyle p} (nota come il numero plastico) e due radici complesse coniugate {\displaystyle q} ed {\displaystyle r}. Date queste tre radici, l'analogo per la sequenza di Perrin della formula di Binet per la sequenza di Lucas è
{\displaystyle P\left(n\right)={p^{n}}+{q^{n}}+{r^{n}}.}
Poiché le grandezze delle radici complesse {\displaystyle q} ed {\displaystyle r} sono entrambe minori di {\displaystyle 1}, le potenze di queste radici si avvicinano a {\displaystyle 0} per {\displaystyle n} grande. Per {\displaystyle n} grande la formula si riduce a:
{\displaystyle P\left(n\right)\approx {p^{n}}}
Questa formula può essere usata per calcolare rapidamente i valori della sequenza di Perrin per {\displaystyle n} grande. Il rapporto di termini successivi nella sequenza di Perrin si avvicina a {\displaystyle p}, ossia al numero plastico, che ha un valore approssimativamente di 1,324718. Questa costante ha con la sequenza di Perrin la stessa relazione che la sezione aurea ha con la sequenza di Lucas. Collegamenti simili esistono anche tra {\displaystyle p} e la sequenza di Padovan, tra la sezione aurea e la successione di Fibonacci, e tra la sezione argentea e i numeri di Pell.

### Formula della moltiplicazione
Dalla formula di Binet, possiamo ottenere una formula per {\displaystyle G(kn)} in termini di {\displaystyle G(n-1),\,G(n)} e {\displaystyle G(n+1)}; sappiamo che:
{\displaystyle {\begin{matrix}G(n-1)&=&p^{-1}p^{n}+&q^{-1}q^{n}+&r^{-1}r^{n}\\G(n)&=&p^{n}+&q^{n}+&r^{n}\\G(n+1)&=&pp^{n}+&qq^{n}+&rr^{n}\end{matrix}}}
che ci dà tre equazioni lineari con i coefficienti sul campo di spezzamento di {\displaystyle x^{3}-x-1}; invertendo una matrice possiamo risolvere per {\displaystyle p^{n},q^{n},r^{n}} e poi possiamo elevarle alla {\displaystyle k}-esima e computare la somma.
Esempio in codice magma:
```
P
<
x
>
 := PolynomialRing(Rationals());
S
<
t
>
 := SplittingField(x^3-x-1); 
P2
<
y
>
 := PolynomialRing(S);
p,q,r := Explode(
[
r
[
1
]
 : r in Roots(y^3-y-1)
]
);
Mi:=Matrix(
[
[
1/p,1/q,1/r
]
,
[
1,1,1
]
,
[
p,q,r
]
]
)^(-1);
T
<
u,v,w
>
 := PolynomialRing(S,3);
v1 := ChangeRing(Mi,T) *Matrix(
[
[
u
]
,
[
v
]
,
[
w
]
]
);

[
p^i*v1
[
1,1
]
^3 + q^i*v1
[
2,1
]
^3 + r^i*v1
[
3,1
]
^3 : i in 
[
-1..1
]
]
;
```

con il risultato che, se abbiamo {\displaystyle u=G(n-1),v=G(n),w=G(n+1)}, allora
{\displaystyle {\begin{matrix}23G(2n-1)&=&4u^{2}+3v^{2}+9w^{2}+18uv-12uw-4vw\\23G(2n)&=&-6u^{2}+7v^{2}-2w^{2}-4uv+18uw+6vw\\23G(2n+1)&=&9u^{2}+v^{2}+3w^{2}+6uv-4uw+14vw\\23G(3n-1)&=&\left(-4u^{3}+2v^{3}-w^{3}+9(uv^{2}+vw^{2}+wu^{2})+3v^{2}w+6uvw\right)\\23G(3n)&=&\left(3u^{3}+2v^{3}+3w^{3}-3(uv^{2}+uw^{2}+vw^{2}+vu^{2})+6v^{2}w+18uvw\right)\\23G(3n+1)&=&\left(v^{3}-w^{3}+6uv^{2}+9uw^{2}+6vw^{2}+9vu^{2}-3wu^{2}+6wv^{2}-6uvw\right)\end{matrix}}}
Il numero 23 qui sorge dalla discriminante del polinomio definitore della sequenza.
Questo permette di computare il numero di Perrin {\displaystyle n}-esimo usando l'aritmetica degli interi in {\displaystyle O(\log n)} multipli.

## Primi e divisibilità

### Pseudoprimi di Perrin
È stato dimostrato che per tutti i numeri primi {\displaystyle p}, {\displaystyle p} divide {\displaystyle P(p)}. Tuttavia, l'inverso non è vero: per alcuni numeri composti {\displaystyle n}, {\displaystyle n} può dividere {\displaystyle P(n)}. Se {\displaystyle n} ha questa proprietà, è chiamato pseudoprimo di Perrin.
La questione dell'esistenza degli pseudoprimi di Perrin fu considerata dallo stesso Perrin, ma non si sapeva se esistessero finché Adams e Shanks (1982) non scoprirono il più piccolo, 271441 = 5212; il successivo più piccolo è 904631 = 7 x 13 x 9941. Ce ne sono diciassette minori di un miliardo; Jon Grantham ha dimostrato che ci sono infiniti pseudoprimi di Perrin.

### Primi di Perrin
Un primo di Perrin è un numero di Perrin che è un numero primo. I primi iniziali di Perrin sono:
2, 3, 5, 7, 17, 29, 277, 367, 853, 14197, 43721, 1442968193, 792606555396977, 187278659180417234321, 66241160488780141071579864797 
Eric W. Weisstein trovò un probabile primo di Perrin a 32.147 cifre, P(263226), nel maggio 2006.